# Jan Smejkal

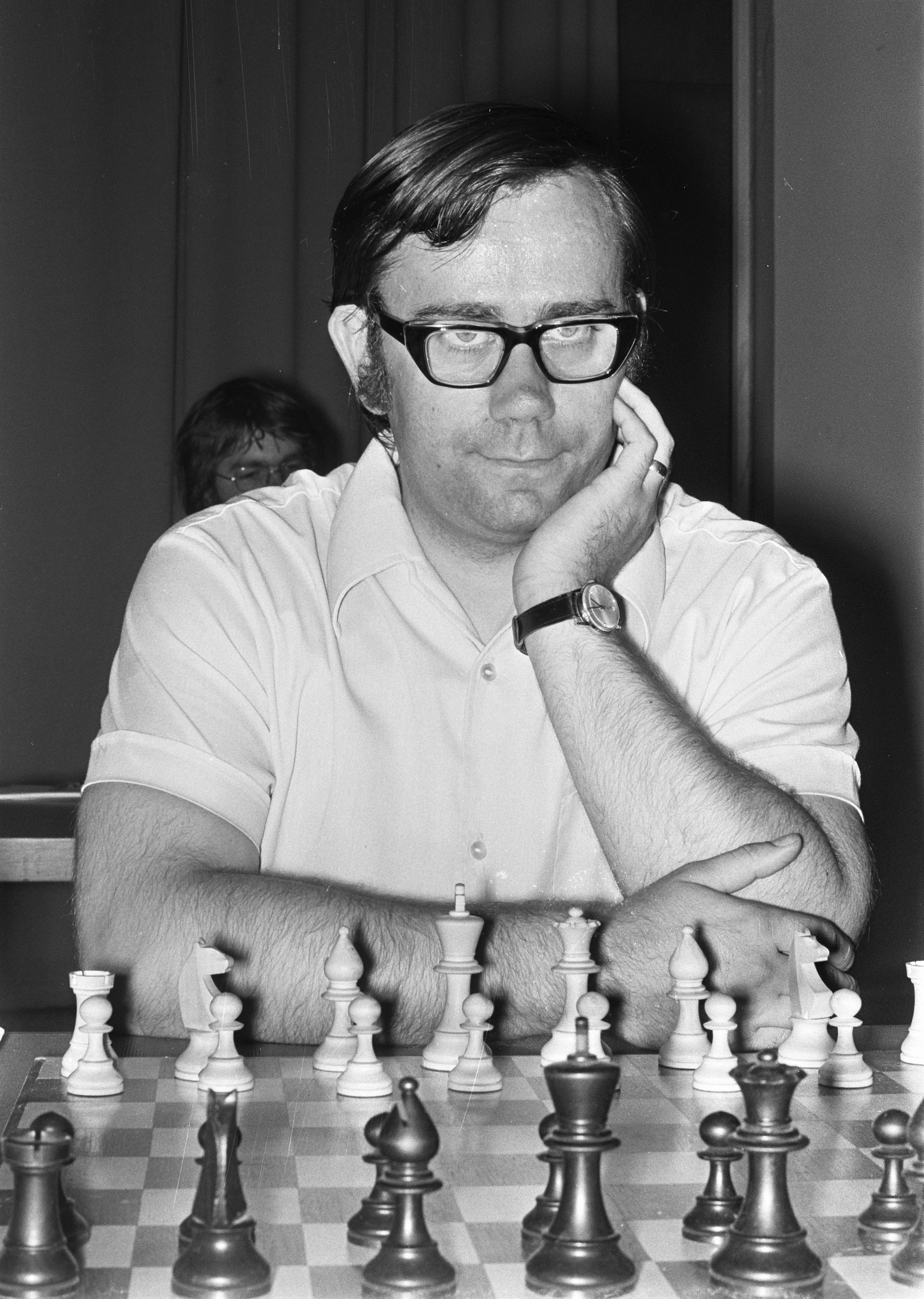
Jan Smejkal, 1975

Jan Smejkal (* 22. března 1946 Lanškroun) je český mezinárodní šachový velmistr, trojnásobný mistr republiky z let 1973, 1979 a 1986. Nejvyšší ELO 2615 bodů dosáhl v lednu roku 1976.
V sedmdesátých letech 20. století patřil mezi světovou šachovou elitu. Mezinárodním mistrem se stal roku 1970, titul mezinárodního velmistra roku 1972. Vyhrál celou řadu mezinárodních turnajů, např. v Polanica-Zdróji roku 1970 a 1972, v Palma de Mallorce 1972, v Barceloně 1973, v Novém Sadu 1976, v Bělehradu, ve Vršaci a v Lipsku 1977, ve Varšavě a v Trenčianských Teplicích 1979 a Baden-Badenu 1985. Hrál ve třech mezipásmových turnajích mistrovství světa: 1973 (4. místo), 1976 (9. místo) a 1979 (10. místo).
V letech 1968-1994 reprezentoval republiku na deseti šachových olympiádách a byl společně s Janem Ambrožem, Vlastimilem Jansou, Vlastimilem Hortem a dnes slovenskými hráči Ľubomírem Ftáčnikem a Jánem Plachetkou členem družstva, které na šachové olympiádě roku 1982 v Lucernu skončilo na druhém místě.